# Metal neoclásico
El metal neoclásico (en inglés neo-classical metal) es un subgénero musical del heavy metal, influido por la música clásica.

## Características
Las progresiones de los acordes, los arpegios, los acordes partidos y las veloces escalas características toman su origen, principalmente, de los compositores de la música clásica, en especial, Johann Sebastian Bach, Antonio Vivaldi, Niccolo Paganini, Wolfgang Amadeus Mozart y Ludwig van Beethoven.   
Muchos de los guitarristas que tocan el estilo neoclásico normalmente son virtuosos de elevada habilidad, siendo el principal exponente de este género el músico Yngwie J. Malmsteen.   
Los elementos de la música clásica han sido usados desde hace décadas en el heavy metal, en 1969 el grupo Deep Purple incorporó en su álbum Concerto for Group and Orchestra movimientos para una orquesta filarmónica y un grupo de rock. Jon Lord, el teclista de esta agrupación y el director de orquesta Malcolm Arnold destacan como compositores de esta obra. Más tarde Ritchie Blackmore, el guitarrista del mismo Deep Purple, fundó el grupo Rainbow al lanzar el álbum Rising en 1976, que se considera una gran influencia para la creación de dicho estilo musical. 
En 1984, un joven guitarrista sueco, ya conocido en la escena del metal por su virtuosismo y técnica neoclásica, impresionante para la época, llamado Yngwie J. Malmsteen, tras su paso por la banda de heavy metal estadounidense Alcatrazz, debutó como solista, con el álbum Rising Force, considerado "la biblia del metal neoclásico" por su extraordinario nivel de ejecución en la guitarra eléctrica con influencias barrocas, siendo una inspiración para futuros guitarristas de shred como Jason Becker y la música desarrollada por las bandas de power metal europeo en los años 90 (ejemplificada por bandas como Stratovarius o Rhapsody of Fire). 
Existen muchas bandas que agregan estos sonidos en su música, y la intervienen con acompañamientos orquestales, a este género se le conoce como metal sinfónico pero más bien es reconocido por su utilización con ritmos o usos continuos al estilo de música clásica.
Se puede mencionar que hacen uso de canciones ya que han hecho "covers" como "El lago de los cisnes" de Chaikovski, "Dies irae", "Las cuatro estaciones" de Antonio Vivaldi y otras. Estas mismas han sido realizadas, por ejemplo, por Dark Moor en sus discos The Gates Of Oblivion (2002), Beyond The Sea (2005) y Autumnal (2009).